# Wrath of Man
Wrath of Man (in sommige landen uitgebracht onder de titel: Cash Truck) is een Amerikaans-Britse actie-thriller uit 2021, geregisseerd door Guy Ritchie naar een script dat hij samen schreef met Ivan Atkinson en Marn Davies en is gebaseerd op de Franse film Le Convoyeur uit 2004 van Nicolas Boukhrief. De film is Ritchie's vierde samenwerking met hoofdrolspeler Jason Statham als regisseur en de eerste sinds Revolver uit 2005.

## Verhaal
Patrick Hill (Jason Statham), bijgenaamd H, wordt ingehuurd als bewaker bij het geldtransportbedrijf Fortico Security. Hij slaagt nauwelijks voor de verplichte examens in schieten en autorijden en kan geen vriendschappelijke relaties aangaan met collega's, behalve een man met de bijnaam Bullet (Holt McCallany). De houding ten opzichte van hem verandert echter na een poging om een geldwagen te beroven, wanneer de nieuwkomer de overvallers in koelen bloede neerschiet. Het blijkt dat Hill met een reden naar het bedrijf is gekomen.

## Rolverdeling
| Acteur          | Personage                     |
| --------------- | ----------------------------- |
| Jason Statham   | Patrick "H" Hill / Heargraves |
| Holt McCallany  | Bullet                        |
| Jeffrey Donovan | Jackson                       |
| Josh Hartnett   | Boy Sweat Dave                |
| Laz Alonso      | Carlos                        |
| Raúl Castillo   | Sam                           |
| DeObia Oparei   | Brad                          |
| Eddie Marsan    | Terry                         |
| Scott Eastwood  | Jan                           |
| Andy García     | King                          |
| Lyne Renée      | Kirsty                        |
| Jason Wong      | FBI-agent Okey                |
| Post Malone     | overvaller                    |

## Release
De film ging in première op 22 april 2021 in Rusland en werd op 7 mei 2021 uitgebracht in de Verenigde Staten.

## Ontvangst
De film werd redelijk tot positief ontvangen door de filmpers. Op Rotten Tomatoes heeft Wrath of Man een waarde van 67% en een gemiddelde score van 6,20/10, gebaseerd op 204 recensies. Op Metacritic heeft de film een gemiddelde score van 57/100, gebaseerd op 34 recensies.